# Anselm Turmeda

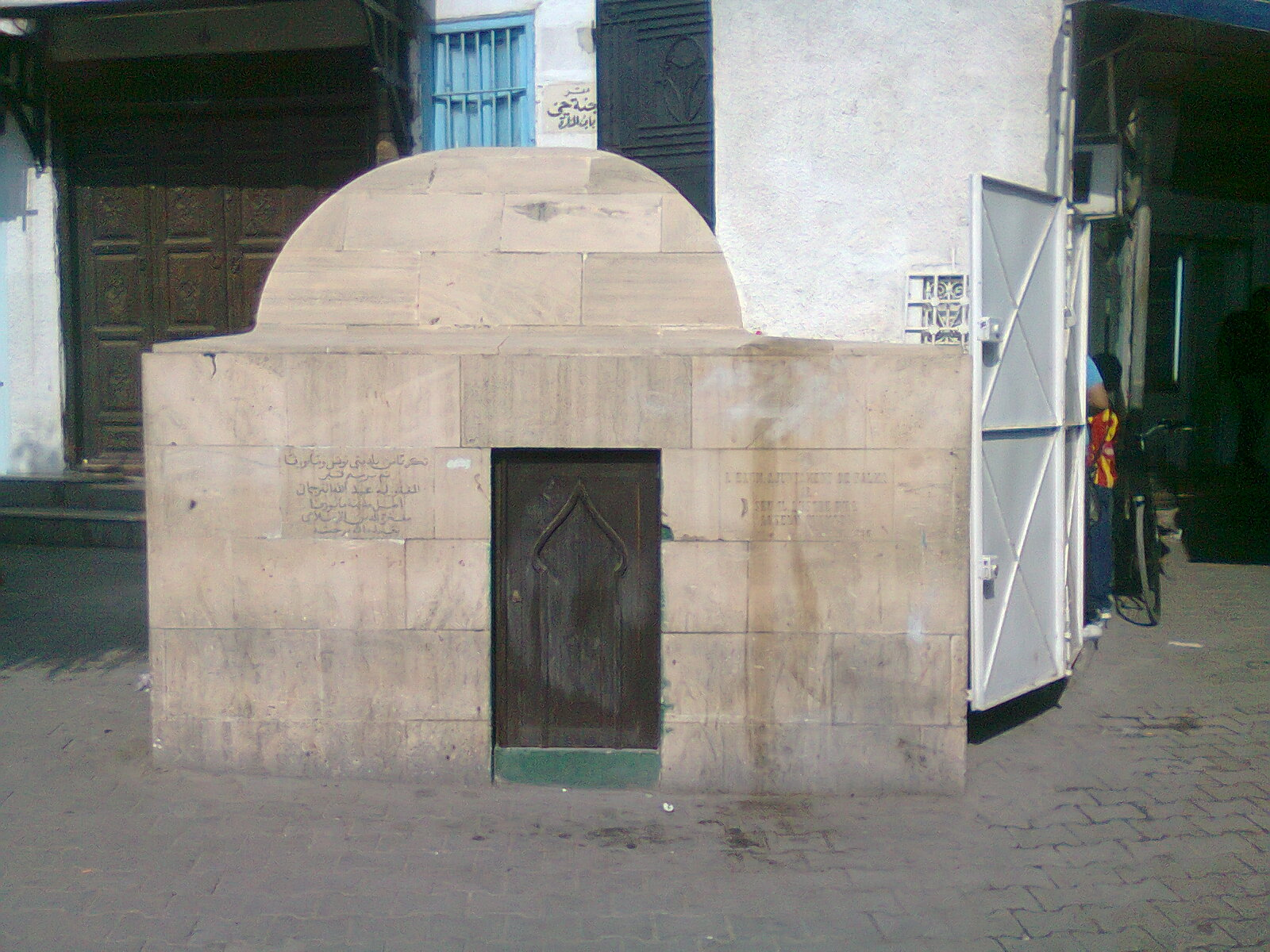
Anselm Turmeda's graftombe in Tunis.

Anselm Turmeda (Catalaanse uitspraak: [ənˈsɛlm tuɾˈmɛðə]) later bekend als Abd-Allah at-Tarjuman (Arabisch: عبد الله الترجمان; 1355–1423) was een christelijke priester uit Mallorca, die zich bekeerde tot de islam en zich in Tunis vestigde. Hij is een van de eerste schrijvers die zowel in het Arabisch als in het Latijn (Catalaans) heeft geschreven. Hij werd een vizier in Hafsiden Rijk, waar hij stierf in 1423 tijdens het bewind van Abu Faris Abd al-Aziz II.

## Biografie
Turmeda schreef dat hij studeerde en woonde in Lleida, en toen hij ongeveer 35 jaar oud was, reisde hij naar Sicilië en verbleef daar vijf maanden, waarna hij naar Tunis zeilde tijdens het bewind van Abu al-Abbas Ahmad II (r. 1370 - 1394) , waar hij vier maanden bij christelijke geestelijken en handelaren verbleef, gedurende welke tijd hij vroeg om verbonden te zijn met een moslim die de "taal van de christenen" kent, en werd voorgesteld aan de hofarts Yusuf en kondigde hem aan dat de reden hij kwam naar dit land omdat hij van plan was zich tot de islam te bekeren. Yusuf stelde hem vervolgens voor aan de Hafsiden heerser die informeerde naar zijn motieven en hem machtigde zich te bekeren en bood hem een betaalde positie aan.

## Zijn werken
- Llibre dels bons amonestaments

Turmeda dateert van april 1398, elf jaar na zijn nederzetting in Tunis. Het bestaat uit 428 gedichten gerangschikt in drie rijmende strofen gevolgd door een rijm-vrije. Het voorwoord zegt dat het was "gecomponeerd in Tunis door monnik Anselm Turmeda, ook Abdalà genoemd". Het werk was erg populair in Catalonië en werd franselm genoemd (van "fra [i.e. frater] Anselm").
- Disputa de l'ase

Geschreven in 1417 in het Catalaans, geen enkel deel overleefde in zijn oorspronkelijke taal. Huidige Catalaanse edities zijn beschikbaar op basis van een middeleeuwse Franse vertaling. De inquisitie plaatste het in 1583 in de Index van verboden boeken, wat bijdroeg aan het verdwijnen ervan. Zowel om politieke als religieuze redenen kwam het niet overeen met de orthodoxie van het katholieke Spanje in de 16e eeuw. Het presenteert een geschil tussen een ezel en een broeder, ruzie over de suprematie van mannen over dieren, die allemaal hun genre verdedigen. Uiteindelijk winnen mannen omdat Christus in een man was geïncarneerd. Het werk is echter zeer kritisch tegenover de mensheid, in alle aspecten: religieus, moreel, politiek, enz.
- Llibre de tres

Dit boek wil op een amusante manier lesgeven.
- Tuhfat al-Arib fi al-Radd 'ala ahl al-Salib [Engels: The Gift to the Intelligent for Argument of the Christians]

De bekendste van zijn Arabische boeken, het is een polemisch werk tegen het christendom en bevestigt het profeetschap van de boodschapper van Allah Mohammed. Het had drie edities in het Arabisch, drie in het Turks en één in het Perzisch in een eeuw (1873 tot 1971). (Epalza)

____________________________________________________________
- Esbozo comparativo del Pluralismo Pedagógico en Ramon Llull y Anselm Turmeda